# العياشي ياكر
العياشي ياكر (11 يناير 1930 - 25 نوفمبر 2023)، سياسي ودبلوماسي جزائري شغل منصب وزير التجارة في عهد الرئيس هواري بومدين.

## حياته ونشأته
ولد في 11 يناير 1930 في سوق أهراس ودرس في ثانوية الإدريسي بالجزائر العاصمة.

## حياته السياسية
عين في 9 يونيو 1969 وزير للتجارة واستمر بالمنصب حتى 11 أبريل 1977.

## وفاته
توفي العياشي شاكر في 25 نوفمبر 2023 عن عمر ناهز الثالثة والتسعين.